# Cahiers de la guerre et autres textes
Les Cahiers de la guerre et autres textes forment une œuvre posthume de Marguerite Duras publiée chez POL, en collaboration avec les éditions de l'Imec, en 2006. L'édition fut établie par Sophie Bogaert et Olivier Corpet.

## Historique
L'œuvre est constituée de textes retrouvés dans la maison de Marguerite Duras, à Neauphle-le-Château. Il s'agit de quatre cahiers rédigés entre 1943 et 1949 et déposés à l'Imec en 1995, ainsi que d'une dizaine d'autres textes inédits.
Les Cahiers de la guerre forment à la fois un document d'archive, une suite d'esquisses de romans, ainsi qu'une collection d'écrits plus autobiographiques sur la jeunesse de l'auteur en Indochine. On y trouve, entre autres, les prémices d'Un barrage contre le Pacifique, du Marin de Gibraltar ou encore de La Douleur. Ils permettent dès lors de saisir l'éclosion de l'œuvre de Marguerite Duras.

## Éditions
- Cahiers de la guerre et autres textes, POL/Imec, 2006, 446 p.  (ISBN 2846821569)
- Cahiers de la guerre et autres textes, Gallimard, coll. « Folio », 2008, 428 p.  (ISBN 978-2-07-035560-0)